# Ясенівська сільська рада (Любашівський район)
Я́сенівська сільська́ ра́да — колишня адміністративно-територіальна одиниця та орган місцевого самоврядування в Любашівському районі Одеської області. Адміністративний центр — село Ясенове Друге.

## Загальні відомості
- Територія ради: 106,49 км²
- Населення ради: 2 505 осіб (станом на 2001 рік)
- Територією ради протікає річка Кодима

## Населені пункти
Сільській раді підпорядковані населені пункти:
- с. Ясенове Друге
- с. Ясенове Перше

## Населення
Згідно з переписом УРСР 1989 року чисельність наявного населення сільської ради становила 3948 осіб, з яких 1700 чоловіків та 2248 жінок.
За переписом населення України 2001 року в сільській раді мешкала 2501 особа.

### Мова
Розподіл населення за рідною мовою за даними перепису 2001 року:
| Мова       | Відсоток |
| ---------- | -------- |
| українська | 94,29 %  |
| молдовська | 2,87 %   |
| російська  | 2,44 %   |
| білоруська | 0,24 %   |
| болгарська | 0,04 %   |

## Склад ради
Рада складається з 20 депутатів та голови.
- Голова ради: Герасименко Василь Федотович
- Секретар ради: Волинець Наталія Миколаївна

### Керівний склад попередніх скликань
| Прізвище, ім'я, по батькові  | Основні відомості                                                         | Дата обрання | Дата звільнення |
| ---------------------------- | ------------------------------------------------------------------------- | ------------ | --------------- |
| Герасименко Василь Федорович | Сільський голова, 1955 року народження, безпартійний                      | 26.03.2006   | 31.10.2010      |
| Герасименко Василь Федотович | Сільський голова, 1955 року народження, освіта вища, член Партії регіонів | 31.10.2010   |                 |

Примітка: таблиця складена за даними сайту Верховної Ради України

### Депутати
За результатами місцевих виборів 2010 року депутатами ради стали:

#### За суб'єктами висування
| Суб'єкт висування                                       | Кількість обраних депутатів | %  |
| ------------------------------------------------------- | --------------------------- | -- |
| Партія регіонів                                         | 10                          | 50 |
| Політична партія Всеукраїнське об'єднання «Батьківщина» | 4                           | 20 |
| Комуністична партія України                             | 2                           | 10 |
| Народна партія                                          | 1                           | 5  |
| Політична партія «Сильна Україна»                       | 1                           | 5  |
| Самовисування                                           | 1                           | 5  |
| Соціалістична партія України                            | 1                           | 5  |

#### За округами
| № округу                                                | Прізвище, ім'я, по батькові       | Дата визнання обраним | Освіта             | Партійна приналежність                        | Відомості про обраного депутата                     |
| ------------------------------------------------------- | --------------------------------- | --------------------- | ------------------ | --------------------------------------------- | --------------------------------------------------- |
| Комуністична партія України                             |                                   |                       |                    |                                               |                                                     |
| 11                                                      | Піщанецький Василь Іванович       | 02.11.2010            | вища               | позапартійний                                 | Заплазький цукровий завод, інженер                  |
| 17                                                      | Сосновський Анатолій Петрович     | 02.11.2010            | вища               | член Комуністичної партії України             | пенсіонер                                           |
| Народна Партія                                          |                                   |                       |                    |                                               |                                                     |
| 16                                                      | Міщенко Сергій Миколайович        | 02.11.2010            | середня            | член Народної партії                          | Ясенівська загальноосвітня школа I-III ст., вчитель |
| Партія регіонів                                         |                                   |                       |                    |                                               |                                                     |
| 1                                                       | Паладій Олександр Георгійович     | 02.11.2010            | середня спеціальна | член Партії регіонів                          | приватний підприємець                               |
| 2                                                       | Звоніщук Сергій Миколайович       | 02.11.2010            | середня            | член Партії регіонів                          | пенсіонер                                           |
| 4                                                       | Сербін Василь Володимирович       | 02.11.2010            | середня            | член Партії регіонів                          | приватний підприємець                               |
| 5                                                       | Волинець Наталія Миколаївна       | 02.11.2010            | вища               | член Партії регіонів                          | Ясенівська сільська рада, секретар                  |
| 7                                                       | Гончар Василь Андрійович          | 02.11.2010            | вища               | член Партії регіонів                          | Ясенівська ветлікарня, ветеринарний лікар           |
| 8                                                       | Рогова Алла Вікторівна            | 02.11.2010            | середня спеціальна | член Партії регіонів                          | Ясенівська сільська рада, касир-рахівник            |
| 9                                                       | Бойченко Оксана Анатоліївна       | 02.11.2010            | вища               | член Партії регіонів                          | Ясенівська сільська рада, спеціаліст                |
| 10                                                      | Колєсніченко Людмила Анатоліївна  | 02.11.2010            | вища               | член Партії регіонів                          | Ясенівська сільська рада, головний бухгалтер        |
| 12                                                      | Путенко Василь Іванович           | 02.11.2010            | вища               | член Партії регіонів                          | тимчасово не працює                                 |
| 15                                                      | Унтілов Анатолій Сергійович       | 02.11.2010            | середня            | член Партії регіонів                          | тимчасово не працює                                 |
| Політична партія Всеукраїнське об'єднання «Батьківщина» |                                   |                       |                    |                                               |                                                     |
| 13                                                      | Заболотна Тетяна Василівна        | 02.11.2010            | середня спеціальна | член Всеукраїнського об'єднання «Батьківщина» | Петрівська загальноосвітня школа І-ІІ ст.           |
| 18                                                      | Урсу Лариса Василівна             | 02.11.2010            | середня            | член Всеукраїнського об'єднання «Батьківщина» | СЗПТ, кухар                                         |
| 19                                                      | Грекул Алла Григорівна            | 02.11.2010            | вища               | член Всеукраїнського об'єднання «Батьківщина» | пенсіонер                                           |
| 20                                                      | Ковбасюк Валентина Леонідівна     | 02.11.2010            | середня спеціальна | член Всеукраїнського об'єднання «Батьківщина» | Заплазький робочий кооператив, завідувачка магазину |
| Політична партія «Сильна Україна»                       |                                   |                       |                    |                                               |                                                     |
| 14                                                      | Гогулінський Микола Володимирович | 02.11.2010            | вища               | позапартійний                                 | приватний підприємець                               |
| Соціалістична партія України                            |                                   |                       |                    |                                               |                                                     |
| 6                                                       | Піщанецький Анатолій Григорович   | 02.11.2010            | середня спеціальна | член Соціалістичної партії України            | пенсіонер                                           |
| Самовисування                                           |                                   |                       |                    |                                               |                                                     |
| 3                                                       | Білошкура Тетяна Василівна        | 02.11.2010            | вища               | член Соціалістичної партії України            | тимчасово не працює                                 |